# 住宅・土地統計調査
住宅・土地統計調査（じゅうたくとちとうけいちょうさ）は、居住その他の目的による建物と土地の所有と利用の状況に関する、日本の基幹統計調査である。統計法に基づいて調査計画を統計委員会が審議し、総務大臣が承認する。調査を担当するのは総務省統計局である。実際の調査は、全国から無作為抽出した住戸を調査員が訪問し、そこに住む世帯に調査票を配布して行われる。この調査票は、インターネット（政府統計オンライン調査総合窓口 (e-survey)）、郵送、あるいは調査員への手渡しの方法で回収する。これとは別に、建物について、外観や管理者からの聞き取りなどに基づいて作成する「建物調査票」がある。
1948年（昭和23年）に、戦後の住宅難に対応するための住宅調査（指定統計14号）が行われた。これを第1回調査としている。その後、住宅統計調査という名称で、住宅に関する調査項目を主体とした調査が5年ごとに実施されてきた。1998年（平成10年）の調査から、土地に関する項目を加えて 住宅・土地統計調査となった。2013年（平成25年）以降は、統計法の全部改正（2007年公布、2009年施行）にともなう経過措置により、基幹統計調査となっている。
1948年（昭和23年）の第1回「住宅調査」は、同年の常住人口調査の付帯調査として実施されたものであり、日本に居住する者全員を対象とした全数調査であった。1953年（昭和28年）の第2回「住宅統計調査」は、市部だけを対象とする標本調査である。
第3回調査（1958年）以降、全国を対象とする標本調査となる。国勢調査のための調査区を第1抽出単位、調査区内の住戸を第2抽出単位とする層化2段無作為抽出で対象を選定する。標本規模は非常に大きい。2023年（令和5年）の第16回住宅・土地統計調査で調査対象となったのは340万世帯 であり、これは全国の世帯数の約1/17に相当する。このように多くの世帯を調査するのは、調査事項である住宅状況には地域による偏りが大きいため、それを地域別にじゅうぶんな精度をもって集計するのに必要だからと説明されている(p70)。
1988年（昭和63年）以降の調査では、「甲」「乙」2種類の調査票を対象世帯に配っている（国土庁「土地基本調査世帯調査」 のあった1993年をのぞく）。「甲」は項目数が少なく、短い調査票であるため、「ショート・フォーム」(short form) と呼ばれる。「乙」調査票は、項目数が多くて長い「ロング・フォーム」(long form) である。これらは調査区ごとに使い分けられる。
世帯向け調査項目は、2023年（令和5年）調査の場合、つぎのとおりである。「乙」調査票には、これらの項目すべてが盛り込まれる。「甲」調査票は、これらから、*印のついている項目をのぞいたものである。
世帯に関する事項
世帯主、世帯構成、年間収入など
家計を主に支える世帯員に関する事項
現住居への入居時期と前住居に関する事項
別居の子供などに関する事項
同居する他の世帯に関する事項
現住居に関する事項
建物の構造、建築時期、設備、建て替え・増改築・改修工事、耐震に関する事項
床面積、居住室の数及び広さ
所有関係
名義*
家賃
現住居の敷地に関する事項
敷地面積
所有関係、取得方法、取得時期など
名義*
現住居以外の住宅に関する事項
所在地*
所有関係
取得方法*
利用状況
建て方、建築時期*
居住世帯のない期間*
現住居以外の土地に関する事項
所在地、面積*
所有関係
取得方法、取得時期*
利用状況
調査員は、各世帯に上記の調査票を配布するともに、建物の外観などから状況を調べ、つぎの「建物調査票」に自ら記入する。
- 住宅の種別
- 建物内総住宅数
- 建て方
- 建物全体の階数
- 敷地に接している道路の幅員
- 設備に関する事項
- 腐朽・破損の有無
- (住宅以外で人が居住している場合) 建物の種類
- (世帯の存しない場合) その建物の構造

この調査結果に基づき、基幹統計である住宅・土地統計が作成される。また、住生活基本法（平成18年法律第61号）に基づいて国土交通省や地方公共団体が作成する住生活基本計画、土地利用計画などの政策に関する基礎資料となっている。